# Pilarzowate

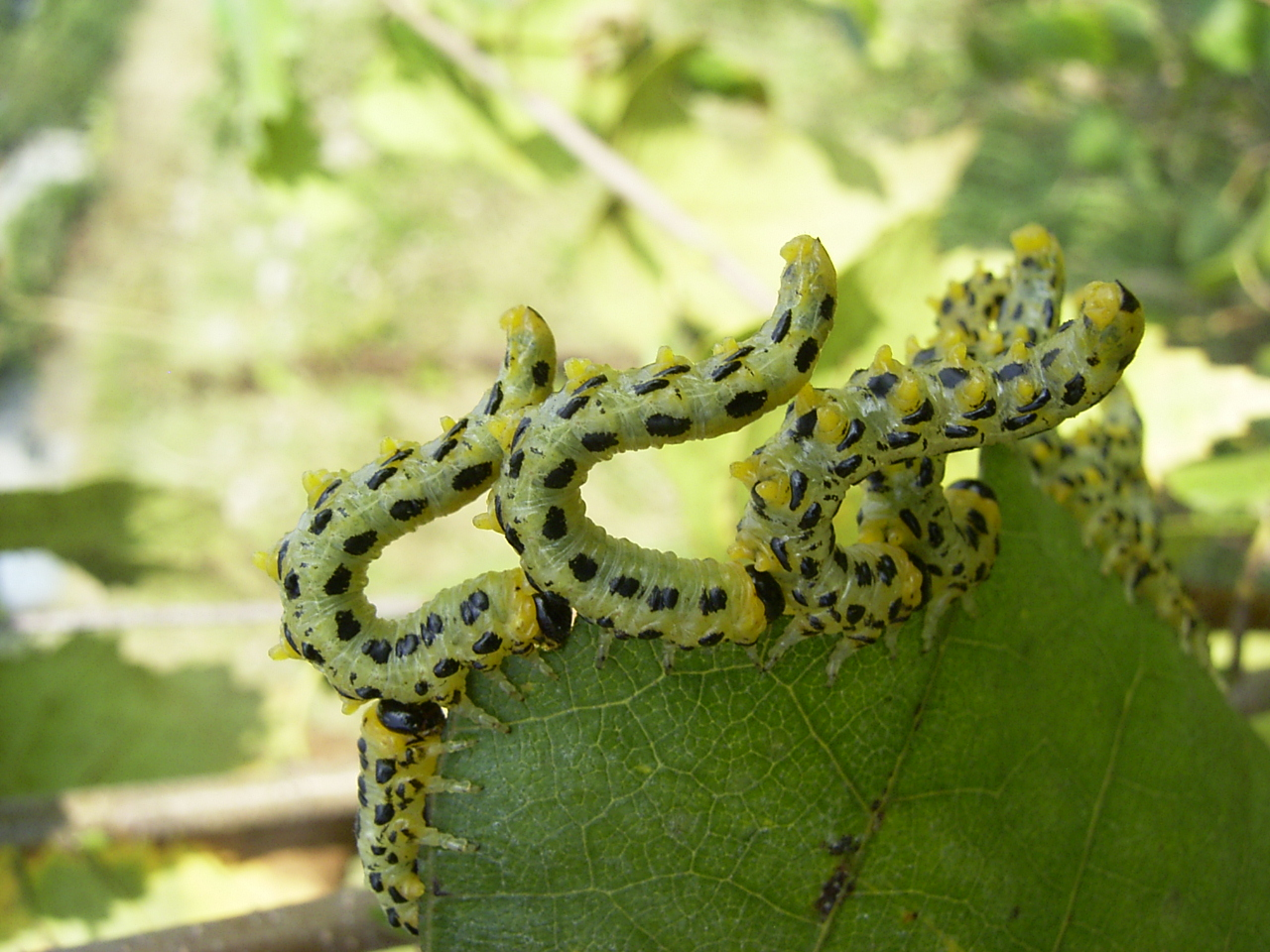
Larwy płasta brzozowca

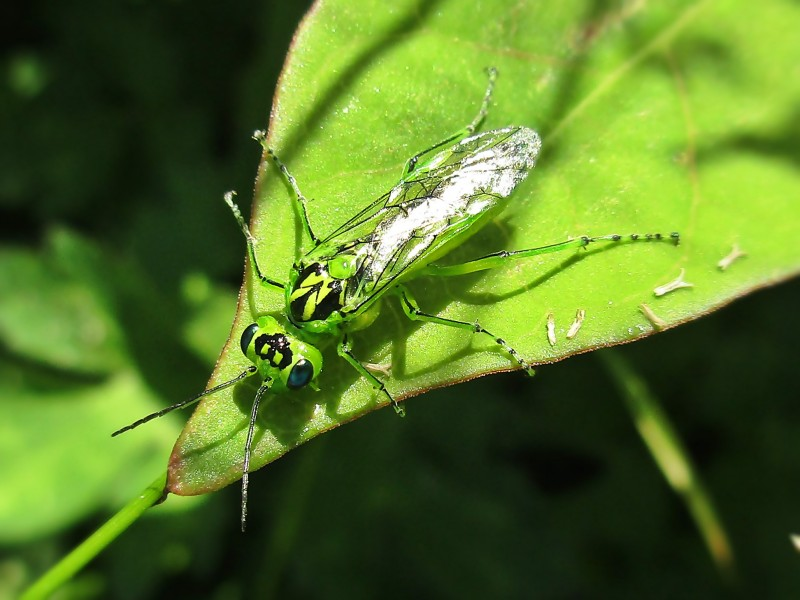
Szczerbatek zielony

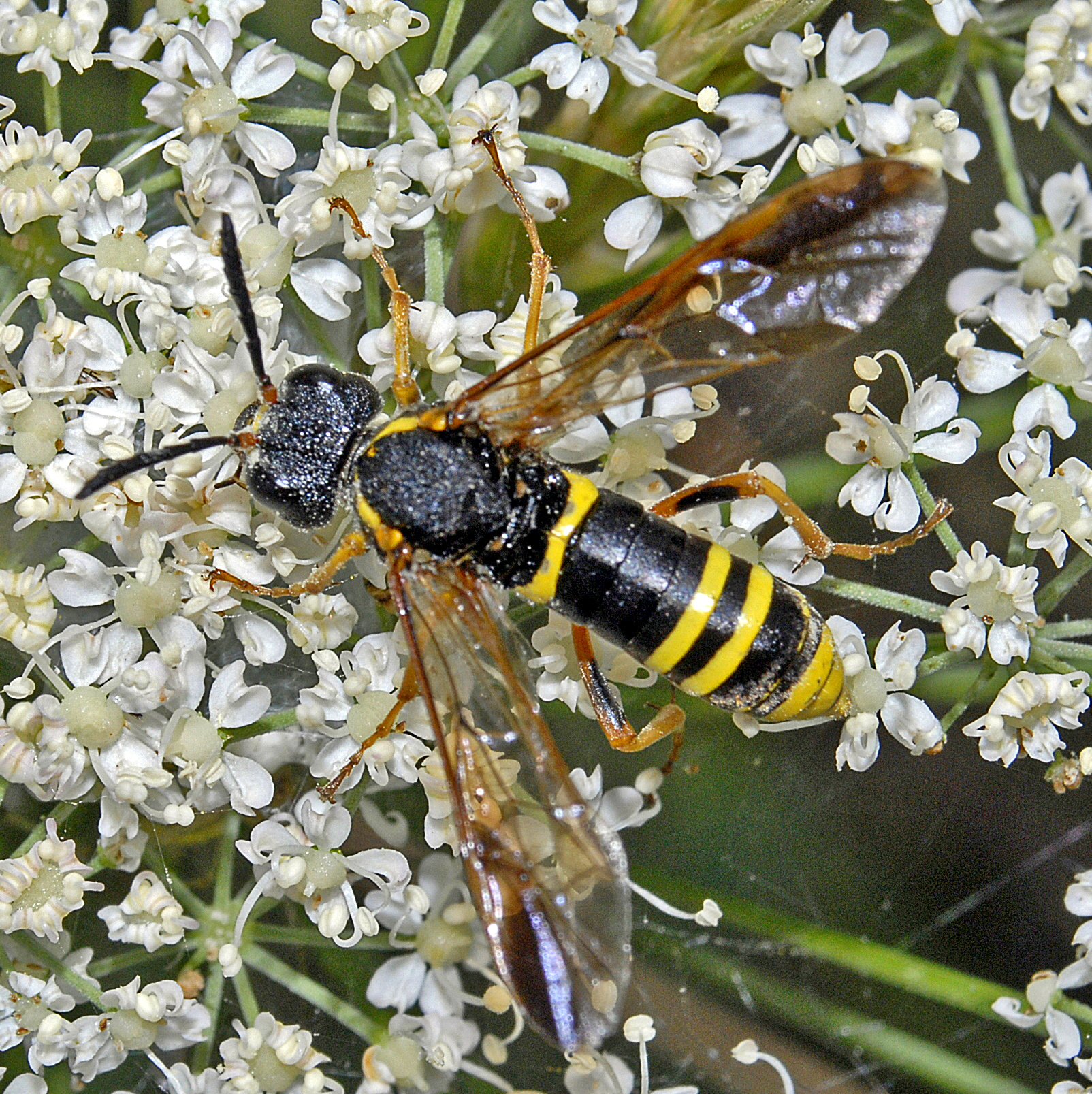
Tenthredo vespa

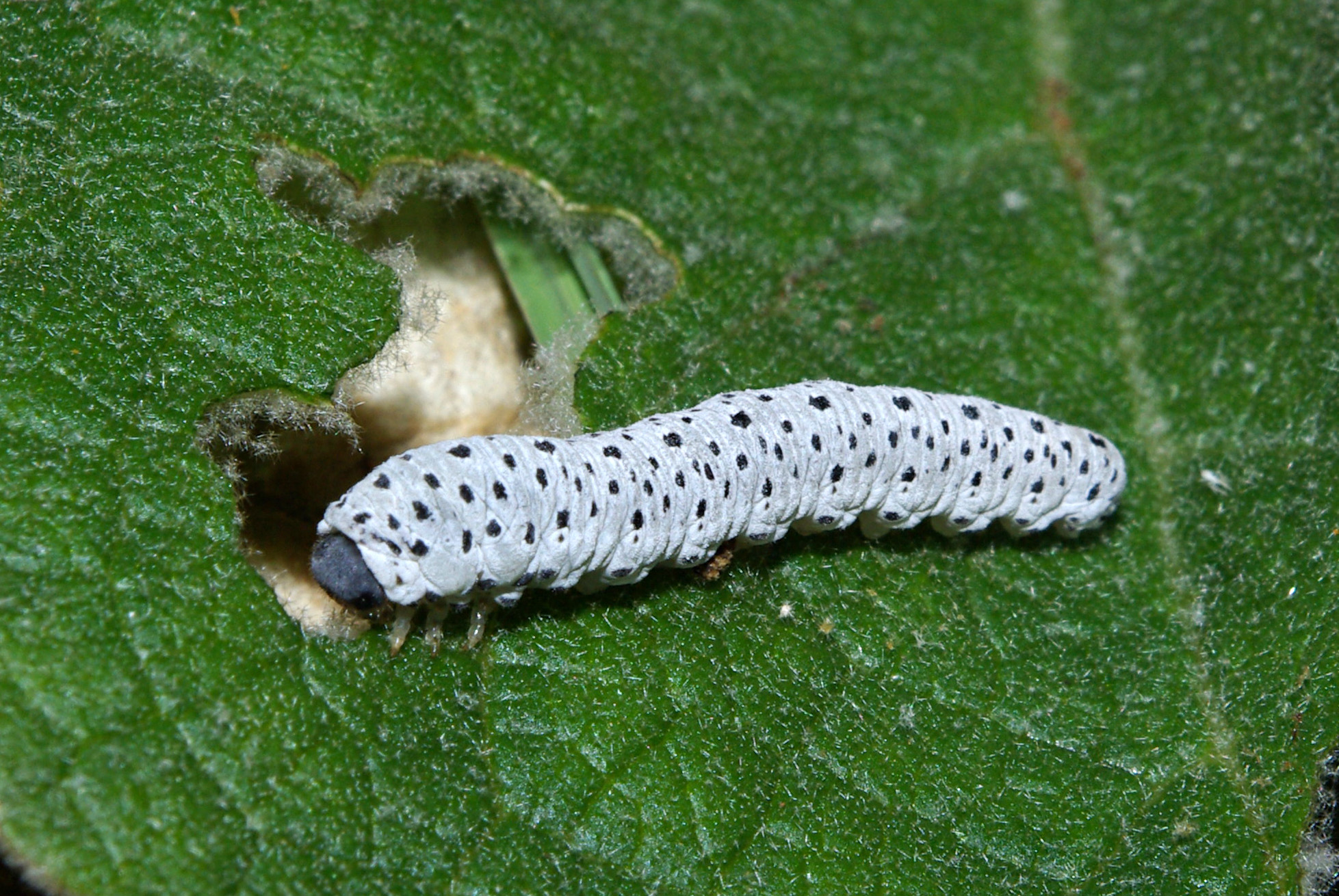
Larwa Tenthredo scrophulariae

Pilarzowate (Tenthredinidae) – rodzina owadów z rzędu błonkoskrzydłych i podrzędu rośliniarek, obejmująca ponad 5 tysięcy opisanych gatunków. Takson kosmopolityczny, najliczniejszy w strefie umiarkowanej półkuli północnej. Gąsienicowate larwy są fitofagami. Wiele gatunków to szkodniki roślin uprawnych oraz drzew leśnych.

## Opis
Owady dorosłe osiągają od 2,5 do 15 mm długości ciała. W ich ubarwieniu występować mogą czerń, brąz, czerwień, pomarańcz, żółć, zieleń i biel, przy czym jaskrawe barwy blakną u martwych okazów, przechodząc w odcienie słomkowe. Większość gatunków ma 9-członowe, nitkowate czułki. Liczba członów biczyka może się jednak wahać od 5 do 10, a u niektórych czułki mogą być piłkowane lub ich pierwsze człony być opatrzone ząbkami. Na głowie oprócz oczu złożonych znajdują się 3 przyoczka. Linia prosta poprowadzona tak, by połączyć przednie krawędzi przyoczek bocznych, przechodzi przez tylną krawędź albo za tylną krawędzią przyoczka środkowego. Przedplecze ma głęboko wykrojoną krawędź tylną. Brakuje szwów między śródpleczem a pleurytami śródtułowia. Tarcza śródtułowia wyposażona jest w wyraźny wyrostek na tylnym brzegu. Epimeryty śródtułowia mają pośrodku wycięte górne brzegi, zaś epimeryty zatułowia nie są zlane z pierwszym tergitem odwłoka. Skrzydła cechują się stosunkowo pełnym użyłkowaniem. W przedniej ich parze żyłka subkostalna ma przebieg poprzeczny lub w ogóle nie występuje. Golenie ich odnóża są pozbawione ostróg przedwierzchołkowych, ale przednia para ma po dwie ostrogi wierzchołkowe. Tergity odwłoka są wyokrąglone poniżej przetchlinek. Samice mają piłkowane pokładełko.
Larwy są gąsienicowate, o walcowatym, rzadko przypłaszczonym ciele. Dobrze rozwinięta głowa jest u nich zaopatrzona w czułki zbudowane z 3 do 5 członów. Odwłok składa się z 10 segmentów, z których każdy podzielony jest bruzdami na 3–7 pierścieni. Zwykle na odwłoku występuje 7 lub 8 par posuwek, ale u gatunków minujących są one zredukowane lub całkiem zanikłe.

## Biologia i ekologia
Samice składają jaja w tkankach roślin za pomocą piłkowanych pokładełek. U jednego z gatunków samica wykazuje troskę rodzicielską, broniąc złożonych jaj. Larwy są fitofagami. Należą tu zarówno gatunki żerujące na zewnątrz roślin, jak i wewnątrz ich tkanek, w tym drążące łodygi, minujące liście oraz indukujące powstawanie galasów. Wśród roślin żywicielskich wymienić można drzewa i krzewy liściaste i iglaste, sagowce, trawy, paprocie i skrzypy. Larwy niektórych gatunków żyją stadnie. Wśród strategii ochronnych larw znaleźć można: pozy odstraszające, wydzielanie substancji drażniących, wosku czy śliskiej wydzieliny, pokrycie ciała kolcami lub szczecinkami, odpadanie od rośliny i zwijanie w kulkę jak i włączanie w skład hemolimfy toksyn zawartych w roślinach. Dorosłe bronić się mogą przed drapieżnikami ubarwieniem kryptycznym lub udawaniem groźnych żądłówek.
Pilarzowate atakowane są przez grzyby, wirusy, bakterie i pierwotniaki chorobotwórcze oraz nicienie z rodziny Mermetidae. Padają także ofiarami parazytoidów: gąsienicznikowatych i złotolitkowatych z rzędu błonkówek oraz rączycowatych z rzędu muchówek.

## Rozprzestrzenienie
Takson kosmopolityczny. Najwięcej gatunków zamieszkuje strefę umiarkowaną półkuli północnej, preferując siedliska wilgotne. Podrodzina Nematinae występuje także w strefie subarktycznej. Najsłabiej przedstawiciele rodziny reprezentowani są w Australii i na małych wyspach. Żaden gatunek nie występuje naturalnie na Nowej Zelandii i Antarktydzie. W Polsce do 2000 roku stwierdzono 484 gatunki (zobacz: pilarzowate Polski).

## Systematyka i filogeneza
Najliczniejsza w gatunki rodzina rośliniarek. Dotychczas opisano ponad 5 tysięcy gatunków pilarzowatych, zgrupowanych w około 430 rodzajach i 7 podrodzinach:
- Allantinae
- Blennocampinae
- Heterarthrinae
- Nematinae
- Selandriinae
- Susaninae
- Tenthredininae

Monofiletyzm pilarzowatych względem bryzgunowatych i borecznikowatych jest niejasny. W wynikach analizy filogenetycznej Songa i innych z 2016 pilarzowate i bryzgunowate stanowią grupy siostrzane, jednak nie uwzględniono w tym badaniu borecznikowatych.
W zapisie kopalnym pilarzowate są znane od kredy, a ich najstarszym znanym przedstawicielem jest Palaeathalia laiyangensis.

## Znaczenie gospodarcze
Liczne gatunki uznawane są w gospodarce leśnej za szkodniki wywołujące defoliację drzew iglastych i liściastych. Należą tu także szkodniki sadownicze, np.  żerujący na agreście i porzeczce brzęczak porzeczkowy, rolnicze jak żerujący na kapustowatych gnatarz rzepakowiec oraz szkodniki roślin ozdobnych jak żerujący na różach Blennocampa phyllocolpa. Niektóre gatunki monofagiczne wykorzystuje się do biologicznej kontroli niechcianych roślin.